# Wallumbilla
Wallumbilla är en ort i Australien. Den ligger i regionen Maranoa och delstaten Queensland, omkring 390 kilometer väster om delstatshuvudstaden Brisbane.
Trakten runt Wallumbilla är nära nog obefolkad, med mindre än två invånare per kvadratkilometer.. Närmaste större samhälle är Yuleba, omkring 20 kilometer öster om Wallumbilla.
Omgivningarna runt Wallumbilla är i huvudsak ett öppet busklandskap.  Genomsnittlig årsnederbörd är 645 millimeter. Den regnigaste månaden är januari, med i genomsnitt 124 mm nederbörd, och den torraste är september, med 17 mm nederbörd.